# Volo Ozark Air Lines 650
Il volo Ozark Air Lines 650 era un volo di linea regolare che il 20 dicembre 1983 partì dall'aeroporto di Sioux Gateway a Sioux City, Iowa, all'aeroporto regionale di Sioux Falls a Sioux Falls, Dakota del Sud. Durante l'atterraggio a Sioux Falls l'aereo colpì un veicolo spazzaneve sulla pista prendendo fuoco. L'impatto uccise l'autista dello spazzaneve e ferì due assistenti di volo.

## L'aereo
Il volo Ozark Air Lines 650 era operato da un McDonnell Douglas DC-9-31 bimotore a corridoio singolo (codice di registrazione N994Z). Il 20 dicembre 1983 il volo 650 partì da Sioux City con 81 passeggeri, due assistenti di volo e tre membri dell'equipaggio.

## L'incidente
Prima della partenza da Sioux City, l'equipaggio del volo 650 ricevette le condizioni meteorologiche per il volo tramite il sistema di trasmissione ATIS (Automatic Terminal Information Service) di Sioux City. Il rapporto ATIS parlava anche di scrosci di neve a Sioux Falls.
Il volo 650 partì da Sioux City alle 12:53 (secondo il Fuso orario centrale) e salì all'altitudine assegnata di 11.000 piedi. Alle 13:06, la responsabilità del volo passò dai controllori di Sioux City al controllore di avvicinamento di Sioux Falls, che impartì l'istruzione di scendere a 3.400 piedi e di atterrare sulla pista 3 dell'aeroporto regionale di Sioux Falls. Il volo 650 venne autorizzato all'avvicinamento alle 13:11.
Alle 13:13, quando il volo 650 era a circa 4 miglia dall'aeroporto, il controllore di avvicinamento di Sioux Falls ordinò ai piloti di contattare la torre di controllo. Il comandante del volo 650 confermò l'istruzione, ma non chiamò la torre. Quando il volo 650 era a circa 2,5 miglia, la torre di Sioux Falls contattò il DC-9 e il comandante rispose. La torre concesse quindi al volo 650 l'autorizzazione all'atterraggio, fornendo un raggio visivo della pista di 3.500 piedi. Il controllore incaricato non avvisò il volo 650 delle operazioni di rimozione della neve in corso sulla pista 3.
L'equipaggio di volo avvistò prima le luci di avvicinamento a terra e all'aeroporto dopo essere sceso a un'altitudine di 200 piedi, quindi vide la pista. Poiché il rapporto ATIS aveva avvertito che ci sarebbe stata una nevicata e l'equipaggio di condotta non era stato avvisato delle operazioni di sgombero dalla neve, non rimasero sorpresi di vedere la neve soffiare sulla pista.
Circa 1.000 piedi oltre la soglia della pista 3, l'aereo effettuò un atterraggio regolare e i piloti estesero gli spoiler. Il copilota attivò gli inversori di spinta quando l'aereo entrò in una nuvola di neve. Poco dopo l'ala destra del DC-9 colpì un grande veicolo spazzaneve sulla pista, strappandosi via, distruggendo lo spazzaneve e uccidendo il suo autista, Douglas Stoner, 38 anni La fuoriuscita di carburante dall'ala creò per un attimo una palla di fuoco che inghiottì l'aereo, ma che si estinse rapidamente. L'aereo ruotò di 180° prima di fermarsi fuori pista a sinistra della linea centrale. L'evacuazione dei passeggeri partì dalle due porte anteriori. Nessun passeggero rimase ferito durante la fuga, ma due assistenti di volo rimasero feriti lievemente.

## L'indagine
L'indagine dell'NTSB stabilì che le operazioni di rimozione della neve erano controllate dalla torre. Lo spazzaneve, indicativo di chiamata Sweeper 7, era stato regolarmente indirizzato a uscire dalla pista, destinata sia agli arrivi che alle partenze. Quando la responsabilità del volo 650 passò dal controllo per l'avvicinamento alla torre, non ci fu alcun contatto tra il controllore e il DC-9. Il controllore contattò finalmente i piloti e li autorizzò ad atterrare, ma non ci fu alcuna comunicazione tra la torre di controllo e lo Sweeper 7 dopo che il DC-9 era passato al controllore della torre. Nessuno avvisò il volo Ozark 650 che erano in corso le operazioni di rimozione della neve. La notifica ATIS informava che erano presenti condizioni di scrosci di neve, portando l'equipaggio di condotta a non preoccuparsi quando vide la bufera sulla pista. Il Board concluse che le operazioni di rimozione della neve non erano state adeguatamente supervisionate dalla torre di controllo.

## Conseguenze
L'aereo coinvolto nell'incidente fu rimesso in servizio con una nuova ala destra recuperata dal volo Air Canada 797, un altro DC-9 distrutto da un incendio dopo un atterraggio d'emergenza all'aeroporto internazionale di Cincinnati all'inizio dell'anno. In seguito l'aereo è stato acquistato dalla Republic Airlines, e volò con Northwest Airlines dopo la loro fusione fino al suo ritiro nel 2006.